# Gráinne
Gráinne je ženské křestní jméno nejasného původu. Spojuje se hlavně s keltským slovem Grán znamenající obilí, zrno a proto se většinou vztahuje ke starověké bohyni kukuřice. V irské mytologii je nositelka Gráinne, dcerou Cormaca mac Airta, legendárního krále Irska. Vyslovuje se jako Grónja či Gróňa.
Latinizovaná varianta může být Grania a poangličtěná Granya.

## Známé nositelky
- Gráinne, dcera Cormaca mac Airta
- Gráinne Conole, irská vědkyně
- Gráinne Duffy, písničkářka
- Gráinne Faller, novinářka Irish Times
- Grainne Hambly, irská harfistka
- Gráinne Kenny, presidentka Evropy proti drogám
- Gráinne Kierans, irská fotbalistka
- Gráinne mac Connor, fiktivní nositelka z fantasy série Kushielův odkaz
- Gráinne Mulvey, irská skladatelka
- Gráinne Murphy, irská plavkyně
- Gráinne Ní Mháille (nebo Gráinne Mhaol), pirátská královna Connachtu, která žila za časů královny Elizabeth I.
- Gráinne Ní Maghnusa, královna Moylurgu
- Gráinne Ní Neill, královna Tír Chonaill
- Gráinne Ballach Níc Uidhir, princezna Fir Manach
- Gráinne Níc Uidhir, dcera krále Fer Managh
- Gráinne Seoige, irská televizní hlasatelka
- Gráinne, fiktivní druidka z knížky Rudovlasá - Cesta čarodějky